# Szlovák Krisztina
Szlovák Krisztina (Kiskunhalas, 1992. június 21. –) labdarúgó, csatár.

## Pályafutása
A Kiskőrös FC csapatában kezdte a labdarúgást, majd a Kecskeméti NLE együttesében játszott. Az élvonalban a Femina csapatában mutatkozott be 2007-ben. Tagja volt a 2007–08-as idényben bajnokságot nyert csapatnak. 2009 és 2011 között a Ferencváros játékosa volt. 2010-ben magyar kupa döntőt játszott a zöld-fehérekkel. A 2010–11-es idény után befejezte az aktív labdarúgást.

## Sikerei, díjai
- Magyar bajnokság
  - bajnok: 2007–08
- Magyar kupa
  - döntős: 2010